# Windows 2.0
Windows 2.0是一套基于MS-DOS操作系统，微軟于1987年發行，類似Mac OS图形用户界面的Windows版本。这个用户界面較Windows 1.0有著更多的功能，且已近似Windows 3.0。它已有一些的改进，而紧接着它诞生了更受欢迎的3.0版本，但此版本的支援週期仍然長達14年，由1987年支援到2001年12月31日。
Windows 2.0是16位基于Microsoft Windows GUI的操作环境，于1987年12月9日发布，它是Windows 1.0的后续版本。

## 特点
Windows 2.0允许应用程序窗口彼此重叠，而其前身Windows 1.0只能显示平铺窗口。Windows 2.0还引入了更复杂的键盘快捷键，以及“最小化”和“最大化”的术语，与Windows 1.0中的“图标化”和“缩放”相对。此处介绍的基本窗口设置将持续到Windows 3.1。与Windows 1.x一样，Windows 2.x应用程序不能在Windows 3.1或更高版本上运行，因为它们不是为保护模式设计的。Windows 2.0也是第一个集成控制面板的Windows版本。
Windows 2.0中的新功能还包括在某些版本中支持 i386 CPU 的新功能，256色VGA图形、扩展存储器、PS/2鼠标支持。这也是最后一个不需要硬盘的Windows版本。
随着速度，可靠性和可用性的提高，计算机现在已开始成为某些工人日常生活的一部分。桌面图标和键盘快捷键的使用有助于加快工作速度。
Windows 2.x EGA，VGA和Tandy驱动程序在Windows 3.0中为希望在Intel 8086机器上使用彩色图形的用户提供了一种解决方法（该版本通常不支持该功能）。
IBM将Windows OS/2的GUI许可为Presentation Manager，并且两家公司表示它和Windows 2.0几乎相同。

## 版本
Windows 2.0x有两种不同的版本，它们具有不同的名称和CPU支持。第一个版本在包装盒上简单地写着“Windows”，背面有一个版本号，以区别于Windows 1.x。第二个在包装盒上标为“Windows/386”
这种区别一直延续到 Windows 2.1x，其中命名习惯更改为Windows/286和Windows/386，以说明它们是同一产品的不同版本。

## 应用程序支持
Microsoft Word和Microsoft Excel的第一个Windows版本运行在Windows 2.0上。此版本Windows大大增加了第三方开发人员对Windows的支持（有些为未购买完整版Windows的客户提供了应用程序作为Windows运行环境软件）。虽然大多数开发人员仍然维护着他们的应用程序的DOS版本，因为Windows用户仍然少部分人。Windows 2.0依然非常依赖于DOS系统，它在内存方面仍然没有超过1兆字节。斯图尔特·阿尔索普（Stewart Alsop II ）在1988年1月预言：“在IBM样式的机器上向图形环境的任何过渡都必然缓慢得令人发狂，并且严格由市场力量驱动”，因为GUI有“严重缺陷”，用户必须切换到DOS来执行许多任务。
Windows 2.0附带了一些应用程序。他们是：
- CALC.EXE：计算器
- CALENDAR.EXE：日历
- CARDFILE.EXE（英语：Cardfile）：个人信息管理系统
- CLIPBRD.EXE：剪贴板查看器
- CLOCK.EXE：时钟
- CONTROL.EXE：配置Windows 2.0的系统组件
- CVTPAINT.EXE：将绘制文件转换为2.x格式
- MSDOS.EXE（英语：Windows shell#MS-DOS Executive）：简单的文件管理器
- NOTEPAD.EXE：记事本（文本编辑器）
- PAINT.EXE：位图图像编辑器，允许用户在计算机屏幕上交互地绘制和编辑图片
- PIFEDIT.EXE：一个程序信息文件（英语：Program information file）编辑器，它定义了DOS程序在Windows中的运行方式
- REVERSI.EXE：黑白棋计算机游戏
- SPOOLER.EXE：Windows的打印后台处理程序，一个管理和维护要打印的文档队列的程序
- TERMINAL.EXE：虚拟终端
- WRITE.EXE：简单的文字处理器

## Windows 2.1x
Windows 2.0的继任者Windows 2.1x于1988 年5月27日在美国和加拿大正式发布。2.x系列的最后一个版本Windows 2.11于1989年3月发布。

## 参見
- DESQview 386
- VM/386